# Полствин
По́лствин (укр. Полствин) — село в Каневском районе Черкасской области Украины.
Население по переписи 2001 года составляло 360 человек. Почтовый индекс — 19033. Телефонный код — 4736.

## История
Близ села Полствин, на правом берегу реки Росавы, городище. Поселение занимает высокий холм. Сохранились остатки валов. Культурный слой выражен слабо. На поверхности городища собраны редкие обломки древнерусской (XII—XIII вв.) гончарной керамики.
В XIX веке село Полствин было в составе Степанской волости Каневского уезда Киевской губернии. В селе была Михайловская церковь. Священнослужители Михайловской церкви:
- 1799—1801 — священник Заханевич
- 1892 — священник Иван Иванович Троцкий

## Местный совет
19033, Черкасская обл., Каневский р-н, c. Полствин